# Isla Catalana
Isla Catalana, nom oficial a Mèxic, (als EUA Isla Santa Catalina), és una petita illa en territori de Mèxic al Golf de Califòrnia enfront de les costes de l'estat de Baixa Califòrnia Sud. L'illa està situada al sud del Golf de Califòrnia i es troba a 25 km de la península de Baixa Califòrnia. Mesura uns 13 km de llarg i 4 km d'amplada màxima, amb 39.273 quilòmetres quadrats de superfície total. La màxima elevació sobre el mar és de 309 metres. Isla Catalana està deshabitada, aïllada pel mar de la ciutat més propera, Loreto, que es troba a uns 60 quilòmetres de distància. A la Catalana hi ha dues fonts d'aigua i hi va haver una mina d'or.

## Nom oficial
El nom oficial i tradicional de l'illa és “isla Catalana”. La confusió de molts documents fou provocada pel servei cartogràfic dels Estats Units, que anotaren en una carta “Isla Santa Catalina”.
| «                                                                            | Originally named Isla Catalan, it was frequently called Isla Catalana. In the mid 1850s when the U.S. Navy charted the Gulf the mapmakers changed the name to Isla Santa Catalina. | » |
| — A natural history guide to Baja California. Kathleen Johnson Dickey. 1983. | |   |

En alguns treballs científics els autors empren les dues denominacions, l'oficial mexicana i la que va esdevenir internacional per error.

### El misteri del nom
A diferència d'altres illes – Monserrate, Cerralbo, Coronados, Danzantes…- la Catalana no se sap quan fou batejada. En la segona de les expedicions d'exploració de Francisco de Ortega (any 1633), l'escrivà fou Antonio Mayor i Corbera de Barcelona (“familiar del Santo Oficio”). La crònica descriu la ruta i el bateig de diverses illes. El de l'illa de Monserrate entre d'altres. Però no diu res de la Catalana.
- Isla Catalana és a unes 20 milles a l'est de l'illa de Monserrate. Sembla difícil que la passessin de llarg. A part d'això, una illa amb dues fonts d'aigua potable enmig d'una zona àrida era molt important per als vaixells.

## Documents cartogràfics
- Plano de las Provincias de Ostimuri, Sinaloa, Sonora, y demás circunvezinas y parte de California dispuesto por Don Joseph Antonio de Alzate y Ramírez.[17]
- En un mapa de Ferdinand Konščak (Fernando Consag) de 1746, figura com a Isla Catalana.[18][19][20]

## Natura

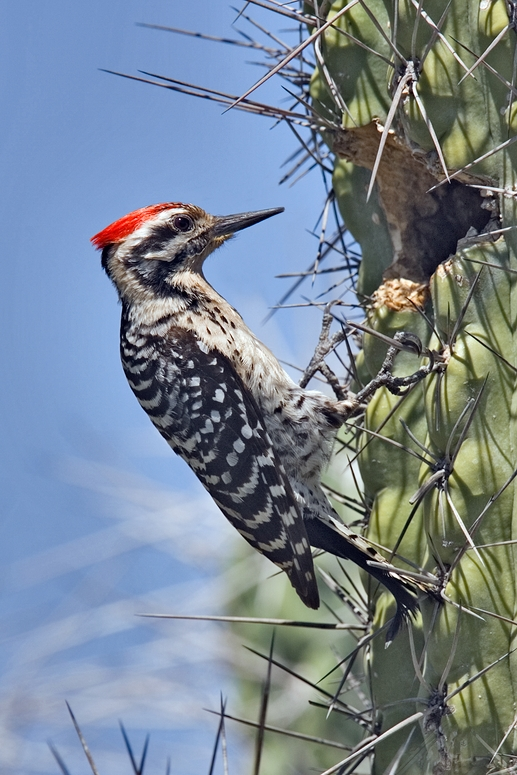
Picoides scalaris

Un resum amb imatges es pot veure a la referència adjunta.
Flora
- Ferocactus diguetii.[22]
  - La varietat de cactus anterior, descoberta per Leon Diguet[23] i endèmica de les illes del mar de Cortés, mostra els exemplars més alts a Isla Catalana.[24][25]
  - Vídeo curt mostrant els cactus.[26]

Fauna
Mamífers
- Peromyscus slevini

Ocells
- Picoides scalaris
- Melanerpes uropygialis
- Zenaida asiatica
- Amphispiza bilineata
- Cardinalis cardinalis
- Haemorhous mexicanus

Rèptils

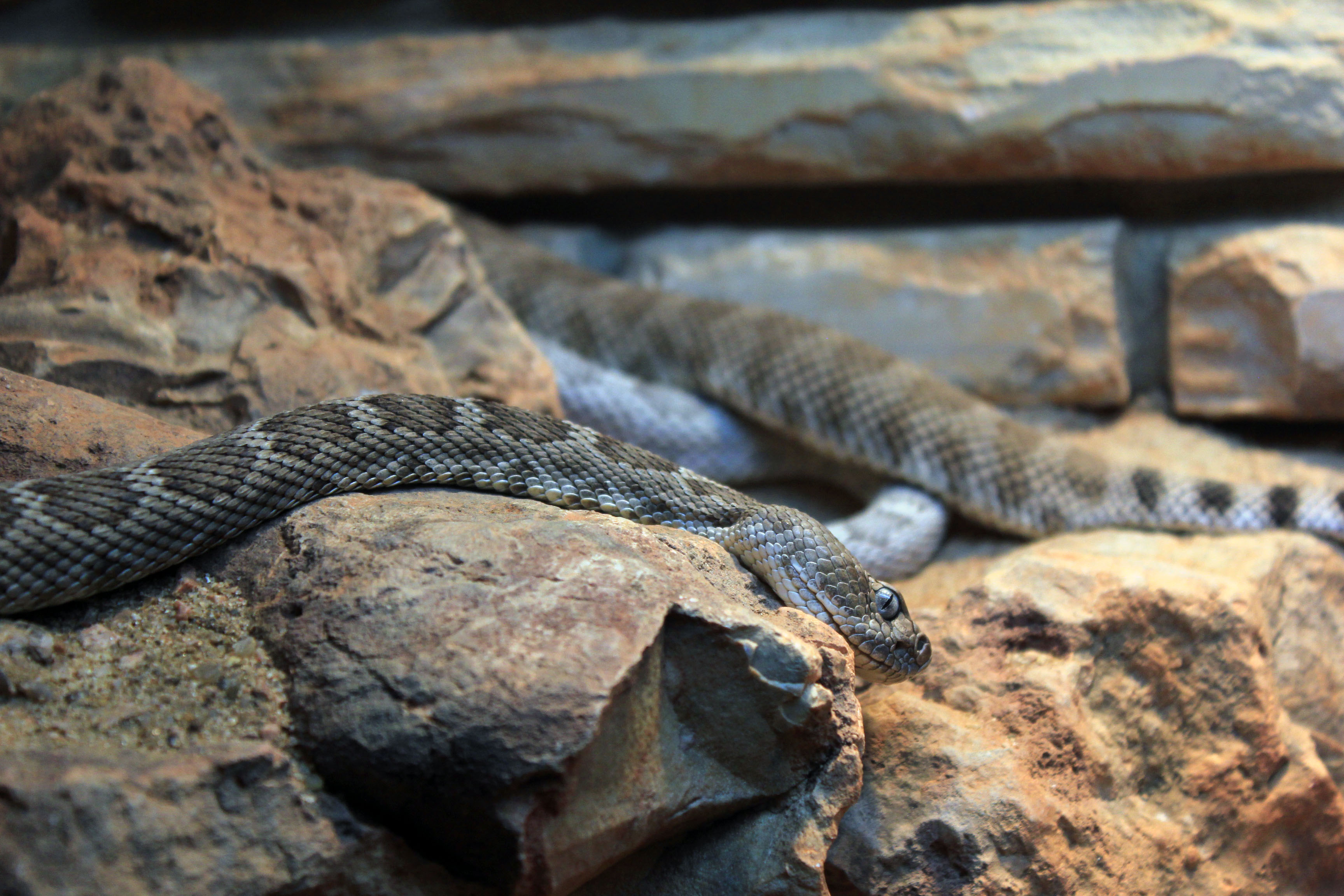
Crotalus catalinensis

A Isla Catalana hi viuen 10 espècies de rèptils, set de les quals són endèmiques.
- Aspidoscelis catalinensis
- Crotalus catalinensis
- Dipsosaurus catalinensis
- Lampropeltis catalinensis
- Phyllodactylus bugastrolepis
- Sceloporus lineatulus
- Uta squamata